# Автошлях Р 30
Автошля́х Р 30 — автомобільний шлях регіонального значення на території України. Проходить територією Київської області. Загальна довжина — 6,4 км. Цей автошлях є під'їздом до міста Ірпінь. Починається у Києві. Закінчується в'їздом в Ірпінь.

## Історія

### Російсько-українська війна

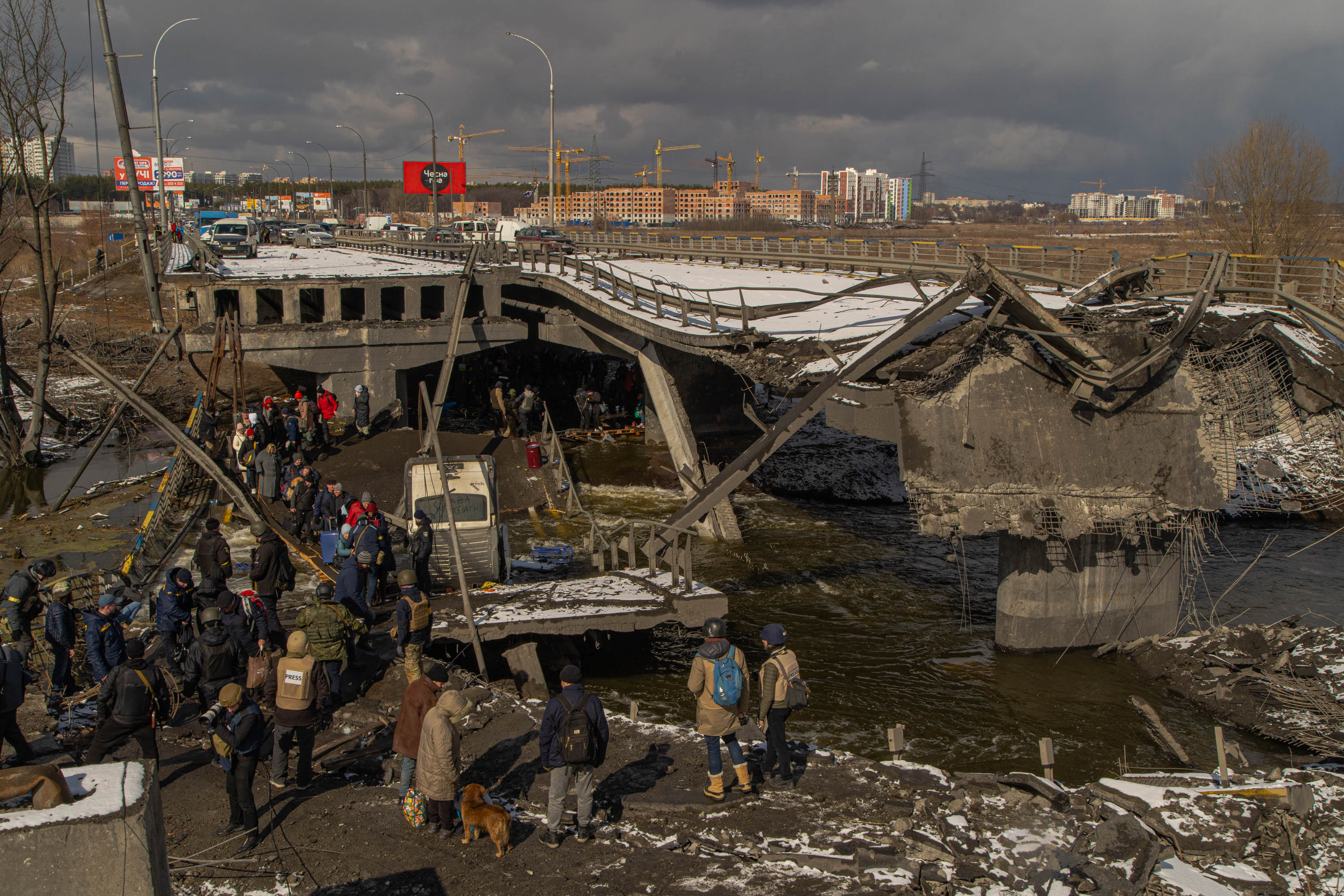
Евакуація цивільного населення через річку Ірпінь після підриву моста по Новоірпінській трасі в Романівці (місто Ірпінь)

В результаті російського вторгнення в Україну, автошлях був суттєво пошкоджений. Уже на другий день початку повномасштабного наступу з північного напряму, 25 лютого 2022 року, українські військові були вимушені підірвати мости (через річку Ірпінь) на Новоірпінській трасі Р30, мостовий перехід у Гостомелі по Варшавській трасі М07 та у Демидові по автодорозі Р02.
11 квітня 2022 року відновлено сполучення зі столицею: зведено тимчасову переправу в Романівці.
Через підірваний міст частина регіону опинилась відрізаною від столиці, тому після звільнення передмість Києва необхідно було оперативно відновити важливі логістичні маршрути. У Київській області перш за все розпочали будівництво тимчасової переправи через річку Ірпінь, і менш як за тиждень роботи були завершені.
Зведена тимчасова переправа допомогла швидше доставляти гуманітарну допомогу та необхідні матеріали у постраждалі внаслідок бойових дій населені пункти, які зараз відновлюються. Крім цього на Київщині дорожні бригади продовжують прибирати місто Ірпінь, автошлях М06 (Київ — Чоп) та будувати тимчасовий проїзд поблизу села Стоянка.

## Маршрут
Автошлях проходить через такі населені пункти:
| Автошлях Р 30    |
| Київ             |
| Бучанський район |
| Романівка        |
| Ірпінь           |